# SWISH! (ラジオ番組)
SWISH!(スウィッシュ)は、RBC iラジオで土曜日のお昼に放送されていたバラエティ番組。
なお、当項では、2016年4月からスタートした深夜番組「裏SWISH!」についても触れる。

## 概要
- 2001年4月から2013年3月30日まで長年放送されていたチムどんぱあくの後継番組として、2013年4月より放送開始。
- 番組開始当初から動画共有サービス「Ustream（ユーストリーム）」を介した実際の放送も見ることができたが、2014年4月の改編により映像配信が休止した。
- 2016年度の春の番組改編により、同年3月26日のON AIRをもって終了したが、スピンオフ番組として「裏SWISH!」がスタート。
- なお、裏SWISH!については生放送ではなく、毎週土曜日前後に収録していた。

## 主な出演者

### メインパーソナリティ（MC）
- 片野達朗（RBCアナウンサー）
- 達子（伝説のアイドル）

## 過去の出演者

### SWISH!で活躍していたラジオカーレポーター
- 新城有希子（ゆっきー）
- 上田詩織（しおりん）:2016年 6月26日に、後番組「サタデースクールOhana」で発表し、産休に入るためにラジオカーを卒業した。

## タイムテーブル
- 9:50　 第1部オープニング（※2015年10月の改編で朝10時に変更）
- 10:00 　ニュース&天気
- 10:10　 ズミばなっ!
- 10:30頃 今週のフルーツ!
- 10:45頃 週替わりゲスト出演（ゲストが居ない場合はメッセージやリクエストを紹介）
- 11:00頃 洋楽情報
- 11:30　 いやしの音空間 ゆとろぎ紀行
- 11:45　 きゃんひとみの琉球花物語
- 12:00　 第2部オープニング
- 12:45　 ラジオカーレポート(1)
- 13:00　 RBC J-POP10（前半）
- 13:20　 メガネ一番　週末天気予報
- 13:25　 RBC J-POP10（後半）
- 13:45頃 ラジオカーレポート(2)
- 14:00　 ニュース&話題
- 14:15頃 あなたのラブストーリー
- 14:40頃 ラジオカーレポート(3)
- 14:57　 エンディング

※2013年4月6日～2016年3月のタイムテーブル。
放送状況によって前後、または特番等による短縮放送、更に予告なしで放送内容が変更されていた。

## メッセージやリクエスト
- 【swish@rbc.co.jp】
番組宛てのメールアドレス。フリーメッセージでもOKである。生放送じらー（沖縄の方言で「生放送風」）で届けている。
- 【#swish738】
Twitterのハッシュタグ。こちらでは、パーソナリティー自身も参加している。聴いているリスナーと交流ができる。

## 内容
主にリスナーからのリクエストと、投稿によって構成されている（裏Swish！でも同じ・曲は、パーソナリティー選曲となっている）。
ズミばなっ!
「花の藤商」の店舗スタッフが電話で出演し、花に関する特売情報や質問などを受付けるコーナー。
今週のフルーツ
MCの片野アナが沖縄県内の果物を紹介し、その消費率を最下位から順位を上げるためのコーナー。定番のフルーツ、又はとっておきのフルーツを美味しく伝える。
SWISH QUIZ!
番組ブログに掲載されている写真を見て、間違い探しを当てるコーナー。
あなたのラブストーリー
RBC J-POP10
洋楽情報
ラジオカーレポート（12時台／13時台／14時台）

## 裏SWISH!
- 2016年4月より開始した収録放送の1時間番組であるが、生放送じらーで放送されていた。
- 本家SWISHで、生放送で語れなかった話や伝説のアイドル「達子」のコーナーなどなど、土曜深夜に繰り広げるトークバラエティ。

### 裏SWISH!の番組内容
先週の反省会
過去の放送分に対し、Twitterに寄せられた感想やつぶやき等を読み上げながら振り返るコーナー。
メッセージタイム
裏SWISHに寄せられた投稿メッセージを読み上げながら番組を進行。2016年5月からは、メッセージテーマを設けて喋る。
今週のフルーツ
本家SWISHから継続し、沖縄県内の果物消費率が最下位から順位を上げるためのコーナー。朝の番組「シャキッとi(アイ)」でも紹介していたが、ON AIRの都合上、伝えきれなかった部分を、フルーツを食べながら補足説明している。
伝説のアイドル「達子」
MUSIC SHOWER Plus+にて、久茂地ねぇさん不在時のピンチヒッターとしてデビュー。主にリスナーからの投稿メッセージを読み上げながら、無茶ぶりの歌を披露。同時に、Twitterやスタジオ外でもザワつくほど、ある種「沖縄中が凍りつくコーナー」とも言われている。スタジオの外に居合わせた番組スタッフによると「全て、笑いながら…聞いていた」というのをON AIRで明かした。また、radikoプレミアムでも配信されているため 「radikoプレミアム自体が凍りつく・Twitterが何故か、賑わうコーナー」とも 密かに言われている。